# Stig af Klercker
Stig Fredrik Tagesson af Klercker, född 19 november 1904 i Svea livgardes församling i Stockholms stad, död 13 september 1963 i Linköpings församling i Östergötlands län, var en svensk militär.

## Biografi
Stig af Klercker avlade studentexamen i Stockholm 1923. Han avlade officersexamen vid Krigsskolan 1925 och utnämndes samma år till fänrik vid Svea livgarde, där han befordrades till underlöjtnant 1927 och till löjtnant 1930. Han studerade vid Krigshögskolan 1934–1936, befordrades till kapten vid Generalstaben 1938, befordrades till major 1943, tjänstgjorde vid Hälsinge regemente 1943–1944, var stabschef vid staben i II. militärområdet 1944–1946, var chef för Personalavdelningen vid Arméstaben 1946–1949, var adjutant hos Gustaf V 1946–1950, befordrades till överstelöjtnant 1947 och tjänstgjorde vid Göta pansarlivgarde 1949–1952. År 1952 befordrades han till överste och 1952–1957 var han chef för Skånska pansarregementet, varpå han var armé- och flygattaché vid ambassaden i Oslo 1957–1961 tillika arméattaché vid ambassaden i Köpenhamn 1957–1958 och marinattaché vid ambassaden i Oslo 1958–1961. Stig af Klercker var befälhavare för Linköpings försvarsområde från 1961 till sin död den 13 september 1963.
Stig af Klercker var son till generalmajor Tage af Klercker av adelsätten af Klercker och Märta Boheman. Han gifte sig 1935 med Elisabeth Tersmeden (1908–2002), dotter till överste Carl Tersmeden och Helen Funch. En bror till honom var Bertil af Klercker.

## Utmärkelser
- Riddare av första klass av Svärdsorden, 1946.[11]
- Riddare av första klass av Vasaorden, 1948.[12]
- Kommendör av Svärdsorden, 6 juni 1956.[13]
- Kommendör av första klass av Svärdsorden, 4 juni 1960.[14]